# Longchamp (Unternehmen)
Longchamp ist ein französisches Lederwarenunternehmen, das 1948 von Jean Cassegrain in Paris gegründet wurde. Es ist im Besitz der Familie Cassegrain und wird von ihr geführt.
Jean Cassegrain produzierte die weltweit ersten Pfeifen mit luxuriösen Lederhüllen, bevor er das Geschäft auf kleine Lederwaren wie Brieftaschen, Reisepassetuis usw. ausweitete. Longchamp brachte 1971 seine erste Damentasche auf den Markt und entwickelte sich zu einem der führenden französischen Hersteller für Lederwaren.
Longchamp ist in erster Linie für Handtaschen aus Leder und Leinen, Reiseartikel und Modeaccessoires bekannt.
Das Unternehmen ist weltweit in über 80 Ländern und ca. 1500 Verkaufsstellen vertreten, darunter mehr als 300 Boutiquen.

## Geschichte

### 1948: Gründung von Longchamp
1948 übernahm Jean Cassegrain das alteingesessene Tabakwarengeschäft Au Sultan im französischen Paris.
Nach dem Zweiten Weltkrieg versorgte Jean Cassegrain die alliierten Truppen mit Tabak und Raucherutensilien. Pfeifenverkäufe waren in dieser Zeit der profitabelste Unternehmensbereich. Nach und nach wurden Soldaten zu den besten Kunden des Geschäfts.
Als sie Paris am Ende des Konflikts verließen, diversifizierte Jean Cassegrain sein Unternehmen. In den 1950er Jahren führte er die weltweit ersten Pfeifen mit luxuriösen, exotischen Lederhüllen ein. Internationale Berühmtheiten wie Elvis Presley schätzten sie sehr.
Jean Cassegrain gründete sein Jean Cassegrain et compagnie genanntes Unternehmen, um den Vertrieb seiner lederumhüllten Raucherartikel auf eine breitere Basis zu stellen. Die Produkte wurden jedoch unter einem anderen Namen vermarktet. Da entfernte Verwandte den Familiennamen Cassegrain bereits für den Verkauf von Feinpapier in Paris benutzten, benannte er seine Marke nach der Pariser Pferderennbahn Longchamp.
Zu dieser Zeit stand eine kleine Getreidemühle am Ende der Zielgerade der Rennbahn am Stadtrand von Paris. Jean Cassegrain benannte die Marke und sein Unternehmen mit viel Humor nach der Rennstrecke und ihrer Getreidemühle, da der Name Cassegrain im Französischen wörtlich Körnerbrecher bedeutet. Ein Jockey auf einem galoppierenden Pferd wurde zum Logo erkoren.

### 1950er: von lederumhüllten Pfeifen zu Lederwaren
Longchamps Erfolg mit lederumhüllten Pfeifen überzeugte Cassegrain davon, dass die Zukunft des Unternehmens in der Diversifizierung und der Ausdehnung des Produktportfolios auf kleine Lederwaren, Reisepass-Etuis, Brieftaschen und weitere Herrenaccessoires aus Leder lag.
In den frühen 1950er Jahren verkaufte er bereits auf allen Kontinenten. Er stellte einen Exportmanager ein und begann mit dem Export seiner Produkte.
Jean und sein Sohn Philippe Cassegrain erschlossen ständig neue Märkte und Chancen für das Unternehmen. Longchamp eröffnete am Ende der 1970er Jahre Boutiquen in Südostasien und war eine der ersten in Singapur, Hongkong und Japan erhältlichen europäischen Marken. Longchamp entwickelte sich zu einem Global Player.

### 1970er: die erste Damentasche
Im Laufe der Zeit stellte Jean Cassegrain fest, dass sich Frauen zunehmend für Handtaschen interessierten. Longchamp führte 1971 seine erste Damentasche ein, eine überarbeitete Kosmetiktasche mit Schulterriemen und zwei Klappen.
Das Unternehmen fertigte als erstes Handtaschen aus Nylon. Philippe Cassegrain entwarf in den 1970er Jahren eine Linie mit khakifarbenen Taschen aus Nylon und Leder. Die Kollektion wurde als Alternative zu schweren Reisekoffern zu einem weltweiten Erfolg.
Philippe Cassegrain erfand auch die Xtra-Bag, eine Tasche, die sich auf ein Viertel ihrer ursprünglichen Größe zusammenfalten und in einem einfachen Fach verstauen lässt. Die Xtra-Bag aus dem Jahr 1993 war der Vorgänger der Tasche Le Pliage.
Von diesem Zeitpunkt an spezialisierte sich das Unternehmen auf Reisegepäck und Damentaschen.
1978 brachte Longchamp die LM-Linie heraus, die erste Kollektion für Damentaschen. Die Taschen bestanden aus bedrucktem Leder. Im gleichen Jahr wurden keine Raucherutensilien mehr im Katalog angeboten.
1983 wurde Philippe zum Firmenchef von Longchamp. Er betraute seine Frau Michèle mit dem Unternehmensbereich Boutiquen. Von 1991 an arbeitete Philippe und Michèles ältester Sohn Jean an der Seite des Vaters. Später wurde ihre Tochter Sophie zur Kreativdirektorin des Unternehmens ernannt.

### 1993: Le Pliage
1993 stellt einen Wendepunkt in der Geschichte Longchamps dar. 1993 kreierte Longchamps Firmenchef Philippe Cassegrain persönlich die wohl berühmteste Handtasche des Unternehmens: Le Pliage, was im Französischen faltbar bedeutet. Philippe Cassegrain wünschte sich eine praktische und dennoch stylische zusammenfaltbare Tasche. Le Pliage ist eine Handtasche, die sich auf eine charakteristische, einem Kuvert ähnliche Trapezform zusammenlegen lässt.
Um die Tasche möglichst leicht zu halten, kombinierte Philippe Cassegrain Henkel aus Juchtenleder mit einem Nylon-Canvas-Taschenkörper.
Die einfache Form der Tasche und die große Auswahl an Farben und Modellen macht sie zum erfolgreichsten Produkt der Marke und einer der bekanntesten Handtaschen der Welt.
Kate Middleton, Mary Berry, Katie Holmes, Amy Adams, Alexa Chung und Angela Merkel tragen Le-Pliage-Handtaschen. Longchamp arbeitet mit Künstlern wie Mary Katrantzou, Jeremy Scott und Sarah Morris zusammen, um die Le-Pliage-Umhängetaschen neu aufzulegen.
In der Folge wurde Longchamp Mitglied des Comité Colbert.

### 2000er
Im Laufe der Jahre brachte Longchamp neben Handtaschen und Reisegepäck auch Modeaccessoires für Damen und Herren, Prêt-à-porter-Damenmode und eine Schuhkollektion heraus.
2006 expandierte Longchamp mit einem Geschäft im New Yorker Viertel SoHo erstmals in die Vereinigten Staaten, 2011 wurde die erste Niederlassung in Asien eröffnet. Diese Boutique liegt mitten in einem Viertel mit Luxusgütergeschäften von Hongkong und ist mit einer Verkaufsfläche von 400 Quadratmetern die zweitgrößte nach dem Geschäft in New York.
Im Oktober 2017 eröffnet Longchamp seinen größten asiatischen Store in Tokio auf der Omotesando Avenue. Auf sieben Etagen zeigt er alle Kollektionen von Reisetaschen über Prêt-à-porter und Schuhe bis zu Lederwaren. Ein Wandbild des australischen Künstlers John Aslanidis ziert einen Teil des Gebäudes.

## Direktoren
Longchamp wird heute in zweiter und dritter Generation von direkten Nachkommen des Unternehmensgründers Jean Cassegrain geführt:
- Philippe Cassegrain, Vorsitzender[10]
- Jean Cassegrain, Generaldirektor[16][10]
- Sophie Delafontaine, Kreativdirektorin[10]
- Olivier Cassegrain, Leiter US-Boutiquen[10]

Der Firmenwert von Longchamp wird auf 1,5 Milliarden US-Dollar geschätzt. Die Unabhängigkeit des Unternehmens verleiht der Familie Cassegrain Stabilität und gestattet ihr eine langfristige Ausrichtung und Planung. Longchamp ist einer der letzten französischen Lederwarenhersteller in Familienbesitz.

## Struktur
Erzeugnisse von Longchamp sind in ca. 1800 Geschäften in ca. 100 Ländern in eigenen und in Franchise-Boutiquen, im Rahmen von Verträgen mit Kaufhausketten, in Flughafen-Boutiquen und im Internetverkauf erhältlich. Die Gruppe führt über 18 Vertriebsniederlassungen 236 Verkaufsstellen selbst. Etwa ein Drittel des Umsatzes wird in Frankreich erzielt.
1988 eröffnete Longchamp seine erste eigene Boutique in Paris, 390 Rue Saint-Honoré. 1999 wurde die Pariser Boutique in die 404 Rue Saint-Honoré verlegt, um über eine größere Ladenfläche zu verfügen.
Longchamp wird in den Vereinigten Staaten seit den 1950er Jahren über den Einzelhandel vertrieben. Das Unternehmen eröffnete seine erste US-amerikanische Boutique 1984 in der Madison Avenue. Saks Fifth Avenue und Nordstrom waren die ersten bedeutenden US-amerikanischen Einzelhändler für die Marke, gefolgt von Bloomingdale’s. 1993 eröffnete Longchamp sein eigenes Geschäft in New York City, um die Verkäufe zu steigern.
2006 öffnete der Flagshipstore des Unternehmens, „La Maison Unique“, im New Yorker Stadtteil SoHo. Das größte Geschäft der Marke wurde von Thomas Heatherwick entworfen, der auch die Handtasche Zip Bag erfand, einen der Bestseller des Unternehmens. 2014 verfügte Longchamp über 17 Boutiquen in Nordamerika.
2013 eröffnete Longchamp eine Boutique in der Londoner Regent Street, die größte europäische und nach New York City weltweit zweitgrößte Niederlassung des Unternehmens.
2013 investierte Longchamp in die Logistik, um das Wachstum des Unternehmens zu begleiten. Es errichtete ein Logistikzentrum auf 23.000 Quadratmetern im französischen Segré. Der Standort bietet die doppelte Fläche im Vergleich zum bisherigen Standort.
Die Marke ist in 80 Ländern vertreten, darunter u. a. Brasilien, Israel, Abu Dhabi, Peru, Chile, Paraguay, Kanada, Österreich, Macao, Kambodscha, Dubai, Malaysia, Thailand, den Philippinen und Indonesien. Longchamp plant einen Ausbau seines Netzwerks im Mittleren Osten mit dem Hauptaugenmerk auf Saudi-Arabien und Katar. Das Unternehmen verfügt des Weiteren über Franchise-Niederlassungen in Mexiko, Venezuela und Kolumbien.
Die Gruppe führt mehr als 300 Boutiquen weltweit selbst und verfügt mittels 20 Vertriebsfilialen über 1500 Verkaufsstellen, darunter Einzelhändler, eigene Boutiquen, Franchise-Läden, Kaufhausketten, Lederwarenfachgeschäfte, Flughafen-Boutiquen und Internetverkauf.

## Werkstätten
In seiner Anfangszeit besorgte Jean Cassegrain Raucherartikel (insbesondere Pfeifen) und ließ sie von Pariser Handwerkern mit Leder umhüllen. Der Erfolg der Marke und der Wunsch nach Diversifizierung des Angebots führten 1959 zur Eröffnung der ersten Werkstätte von Longchamp im französischen Segré.
Die Produktionskapazität des Unternehmens wurde in Segré und mit neuen Werkstätten regelmäßig erhöht: Rémalard im Jahr 1969, Ernée im Jahr 1972 und in den 2000er Jahren in Combrée, Château-Gontier und Montournais.
1982 beschloss die Familie Cassegrain, ihre Produktionstätigkeit aus Kostengründen auch ins Ausland zu verlegen und errichtete ein Werk in Mauritius, außerdem besteht seit 1997 eine Produktionspartnerschaft mit China. 2001 wurden Produktionsstätten in Marokko und Tunesien errichtet, um die Produktionskapazität der Marke zu erhöhen.
Longchamp produziert seine Produkte weiterhin in Frankreich. Das Unternehmen verfügt über seine eigenen Werkstätten, darunter die größte Ledermanufaktur in Frankreich. Die sechs französischen Werke liefern die Hälfte aller vom Unternehmen verkauften Handtaschen, die andere Hälfte stammt aus Partnerunternehmen.
Longchamp errichtet eine neue Produktionsstätte im französischen Pouzauges. Die zurzeit in Montournais ansässigen Lederwerkstätten werden an diesen neuen Standort verlegt. Das Projekt ist Teil des Unternehmensplans zum Ausbau und zur Modernisierung seines Produktionsprozesses. Der neue, ca. 7000 Quadratmeter große Standort bietet 100 Mitarbeitern Platz (gegenüber derzeit 70) und umfasst eine Ausbildungsstätte zur Förderung der Ausbildung und der Integration neuer Mitarbeiter. Die neue Betriebsstätte wird voraussichtlich 2018[veraltet] eröffnet.
Das Unternehmen beschäftigt insgesamt mehr als 3000 Mitarbeiter, 1650 Angestellte und 1500 Arbeiter in der Herstellung von Handtaschen und Accessoires.
Im September 2018 eröffnet Longchamp seine neue, 7.000 Quadratmeter große Produktionsstätte in Pouzauges im Département Vendée. Dies ist das sechste Werk in Frankreich. In das neue Werk ist eine Ausbildungswerkstatt integriert.
2018 entfiel die Hälfte der Produktion der Marke auf Frankreich. Das Unternehmen beschäftigt 900 Mitarbeiter an seinen westfranzösischen Standorten.
2018 zählte Longchamp 1.500 Verkaufsstellen weltweit, davon 300 Filialen in eigenem Namen. Rund um den Globus arbeiten 3200 Menschen für die Marke.

## Design und Zusammenarbeit mit Künstlern
In den 1950er und 1960er Jahren waren Produkte von Longchamp im französischen Kino und insbesondere in Filmen mit Jean Gabin zu sehen.
Die Nähe der Marke zur Kunst setzte sich in den 1970er Jahren mit den Handtaschen in limitierter Edition und den berühmten Entwürfen des französisch-russischen Künstlers Serge Mendjisky fort. 1971 applizierte er Leder-Patchwork auf die Taschen. Longchamp kooperierte hierbei als eine der ersten Marken für Lederwaren mit berühmten Künstlern. Seitdem hat das Unternehmen mit zahlreichen anderen Künstlern beim Entwurf von Sondermodellen und Ladeneinrichtungen zusammengearbeitet.
2004 sicherte sich Longchamp erstmals die Dienste des unabhängigen Designers Thomas Heatherwick. Heatherwick entwarf den Bestseller Zip Bag, eine Handtasche rund um einen langen Reißverschluss. Der Erfolg der Zip Bag führte zur Beauftragung Heatherwicks mit der Gestaltung des Longchamp-Flaggschiffgeschäfts in New York City.
2004 und 2005 kreierte Tracey Emin personalisierte Gepäckstücke für Longchamp. Ihre Longchamp Patchwork-Tasche trug die Botschaft Me Every Time.
Kate Moss ist seit 2005 eine Botschafterin für Longchamp, als sie erstmals in den Werbekampagnen der Marke zu sehen war. Einige Jahre später arbeitete sie mit dem Unternehmen am Entwurf von Handtaschen zusammen.
Seit 2006 ist Jeremy Scott regelmäßig für Sondermodelle der Tasche Le Pliage verantwortlich. 2008 hat Longchamp anlässlich des sechzigjährigen Firmenjubiläums seine Kollektion LM neu aufgelegt, die jedoch nur in Asien erhältlich ist und unter anderem eine von Jean-Luc Moerman gestaltete Version auf den Markt gebracht.
Seit 2006 bietet Longchamp auch eine Schuhkollektion für Damen an. Kate Moss entwirft seit 2010 im Rahmen ihrer Kollektion Kate Moss for Longchamp Taschenmodelle. Im Frühling 2012 brachte Longchamp eine neue Version der Tasche Le Pliage ganz aus Leder auf den Markt.
2009 vereinten Jeremy Scott, Charles Anastase und das Designerduo Bless ihre Kräfte anlässlich des 20-jährigen Jubiläums der ANDAM (Nationaler Verband zur Förderung der Modekunst), die angehende französische und internationale Modetalente fördert. Jeder Designer schuf limitierte Variationen für Longchamps Le Pliage.
2014 arbeitete Longchamp mit der Künstlerin Sarah Morris an Le-Pliage-Handtaschen in limitierter Edition zusammen.
Im April 2016 begann Longchamp mit der Renovierung des historischen Geschäfts in der Pariser Rue Saint-Honoré. Während der Umbauarbeiten ziert das Kunstwerk Mindscapes des US-amerikanischen Künstlers Ryan McGinness die Ladenfront.
2017 schließt Longchamp ein Abkommen mit dem französisch-armenischen Künstler Vahram Muratyan.
Im April 2018 entwirft Shayne Oliver eine Prêt-à-porter- und Accessoires-Kollektion namens Longchamp by Shayne Oliver. Der Designer verleiht darüber hinaus der Handtasche Le Pliage ein neues Aussehen und kreiert neue Modelle für die Marke.